# Oblast de Tcheliabinsk
O oblast de Tcheliabinsk (russo:  Челя́бинская о́бласть, tr. Tcheliábinskaia óblast) é uma divisão federal da Federação da Rússia. Seu centro administrativo é a cidade de Tcheliabinsk. Foi criado em 17 de janeiro de 1934.
De acordo com o censo populacional de 2010, tinha uma população de 3 476 217 habitantes.